# Jean-Jacques Sergent
Jean-Jacques Sergent est un éditeur et un imprimeur typographe français, né le 22 avril 1945 à Orléans et mort le 13 août 2011 à Olivet.

## Biographie
Né en 1945, Jean-Jacques Sergent se forme seul aux techniques de l’imprimerie traditionnelle aux plombs mobiles (communément appelée typographie) et au tirage de gravures (imprimeur en taille-douce). Son premier livre, un texte de Tristan Maya illustré par le peintre Roger Toulouse, date de 1969. D’abord installé sommairement dans son appartement et dans un garage, il aménage son atelier en 1973 à quelques kilomètres d’Orléans, à Cléry-Saint-André, ville qu’il habitera jusqu’à sa mort, le 13 août 2011.
En dehors de quelques tirages semi-industriels en offset, la plupart des livres, mis en pages par lui, sont des tirages typographiques restreints (moins de cent exemplaires), composés à la main et souvent illustrés par des artistes contemporains. 349 livres sont sortis de son atelier, la grande majorité éditée par lui, sous son nom ou sous divers pseudonymes : Jean-Jacques Sergent a utilisé 30 noms différents pour signer ses éditions, en particulier Onciale, Fulbert, et Sergent-Fulbert.
Parmi les auteurs, Francis Blanche, Alphonse Allais, Erik Satie, Alfred Jarry, Henri Michaux, Louis Aragon, Blaise Cendrars, Samuel Beckett, figuraient à son catalogue. Parmi les illustrateurs, Claire Illouz, François Righi, Lionel Guibout, Marc Pessin, Shirley Sharoff, Dominique Aliadière, Gilles Ghez, Christine Gendre-Bergère…
Ses livres sont présents dans les départements de bibliophilie moderne ou les réserves des livres rares et précieux de nombreuses bibliothèques étrangères et françaises, dont la BNF, Sainte-Geneviève, Jacques Doucet, L'Arsenal (Paris), la BPP et la bibliothèque Abbé-Grégoire (Blois), les médiathèques d’Orléans, Tours, Lyon, Romorantin, Roubaix, etc.
Un fonds Jean-Jacques Sergent comprenant 200 livres composés par lui, et un millier de documents originaux est en cours[Quand ?] de catalogage à la bibliothèque Sainte-Geneviève, (Paris).

## Publications
(Liste sélective.)
- Mouloudji. Le Jour des morts. Avec des gravures de Gilbert Sabatier. 1973
- Marianne Van Hirtum. Le Cheval-arquebuse. 1978
- Eugène Guillevic. Des bêtes. Avec des lithographies de Bernard Mandeville. 1985
- Une journée de désert. Avec des gravures de Bambagioni. 1988
- Adonis (poète). Célébrations 2. Gravures de Assadour. 1990
- Victor Ségalen. Un grand fleuve. Gravures de Vincent Legendre. 1990
- Henri Michaux. Nous deux encore. Gravures de Dominique Aliadière. 1992
- J.M.G. Le Clézio et Jean-Luc Godard. Conversation. 1994
- Yves Bonnefoy. La Branche. Avec des lithographies de Farhad Ostovani. 1996
- Henri Michaux. Rencontre dans la forêt. Avec une lithographie de Lionel Guibout. 1996
- Bernard Hreglich. Proses. 1997
- Léonard de Vinci. L’Œil d’aimant. Avec des gravures de Claire Illouz. 1997
- Nick Cave. Where the wild roses grow. 1999
- Emily Dickinson. Et recouvert nos noms. Avec des gravures de Farhad Ostovani. 1999
- Dupont de Nemours. L'Écrit du corbeau. Avec une gravure de François Righi. 1999
- Kurt Schwitters. Petit poème pour un grand bègue. 1999
- E.E. Cummings. (Ex)trait de &. 2000
- Henry Savigny. Méduse. Avec des lithographies de Lionel Guibout. 2000
- Tita Reut. Exercice du noir. Avec des illustrations de Anne Slacik. 2001
- Yusef Iman. Love your ennemy. 2002
- Yves Peyré. Matière d’une ville. Avec des gravures de Bernard Dorny. 2003
- Erik Satie. À table. 2003
- Saint Benoît. De la mesure du boire. Avec des gravures de Christiane Vielle. 2003
- Alphonse Allais. Funerals. 2005
- Machiavel. L'Art de la guerre. 2006
- Eugène Jolas, Asraquénalitodosa, avec un bois gravé en couleurs de Claire Ilouz, 2007
- Rabelais. Paroles gelées. 2007
- Rouget de Lisle. La Marseillaise. Avec des illustrations de Lionel Guibout. 2010